# Widmung

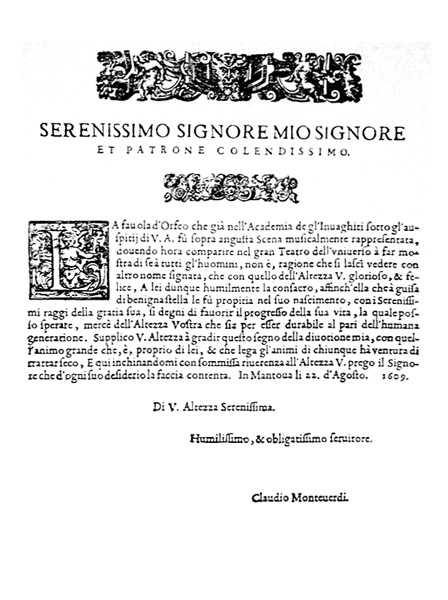
Widmung des L’Orfeo von Monteverdi, 1609

Eine Widmung oder Dedikation (aus lateinisch dedicatio „Weihe“, „Zueignung“) ist der Ausdruck freundlicher Verbundenheit oder des Dankes des Autors eines Werkes an eine Person, die ihm nahesteht. Die Widmung in einem Buch hat ihren Platz auf der Widmungsseite und ist Teil der Titelei. Die Widmung kann auch mit einer Danksagung verbunden sein.

## In der Literatur
Widmungen können bis in die Antike nachgewiesen werden. Neben dem Wunsch, einer besonderen Person ihren Dank zu erweisen, hatten die Autoren oft noch andere Gründe, ihr Werk einer bestimmten Person zu widmen. Denn bis in das 18. Jahrhundert war es nicht die Regel, dass der Verlag den Autoren ein bestimmtes Honorar zukommen ließ. So widmete der Verfasser „sein Buch einer hohen Persönlichkeit – Fürsten oder Bischöfen – oder einer Stadt und versuchte auf diese Weise zu Geld zu kommen.“ Meist hatte der Bittsteller Glück und erhielt ein Gegengeschenk. So wurde das Buch extra für die Widmung mit einem Widmungstitel versehen, „der oft eine sehr ausführliche und unterwürfige Zueignung erhielt.“ Aber nicht nur die Autoren versuchten, etwas für sich herauszuschlagen, sondern auch die Drucker versuchten, durch Widmungen einen Teil ihrer Kosten zu decken. Bekannt ist auch die religiöse Widmung, z. B.  soli deo gloria „Dem Herrn alleine sei Dank“.
In neueren Büchern steht die Widmung auf einer eigenen Widmungsseite (Seite 5) als Ergänzung der Titelei, meist auf der Recto-Seite nach dem Innentitel (Seite 3) und der Impressumseite (Seite 4). Die Widmung kann, je nach Wertigkeit, eine oder mehrere Zeilen in der Grundschrift – oder in Versal- oder Kapitälchensatz – in Anspruch nehmen. Die Dedikation kann auch „in ausführlicher Form in einer Widmungsvorrede oder einem Widmungsbrief am Buchbeginn oder auch in kurzer Form auf dem Titelblatt“ stehen. Die Funktion der Widmung ist heute hauptsächlich Teil der Selbstdarstellung des Autors vor der Leserschaft.

## In der Biologie
In der Erstbeschreibung neu entdeckter Arten oder Gattungen wird gemeinsam mit der genauen Beschreibung ihrer taxonomisch relevanten Merkmale auch deren wissenschaftliche Benennung festgelegt. Die wissenschaftliche Benennung kann frei gewählt werden und auch in Form eines Dedikationsnamens erfolgen, zum Beispiel zu Ehren eines Forschers, des Entdeckers des neu eingeführten Taxons oder einer prominenten Person.
Beispiele:
- Darwinia zu Ehren des britischen Naturforschers Erasmus Darwin
- Confuciusornis zu Ehren des chinesischen Philosophen Konfuzius